# Aloe droseroides
Aloe droseroides ist eine Pflanzenart der Gattung der Aloen in der Unterfamilie der Affodillgewächse (Asphodeloideae). Das Artepitheton droseroides leitet sich vom Namen der Gattung Drosera sowie vom griechischen Wort -oides für ‚-ähnlich‘ ab.

## Beschreibung

### Vegetative Merkmale
Aloe droseroides wächst gelegentlich kurz stammbildend und bildet kleine Klumpen. Die kurzen Stämme sind meist unterirdisch und besitzen fleischige, gelbe Wurzeln. Die ausgebreiteten oder seltener aufsteigenden, schmal deltoiden bis linealischen Laubblätter bilden Rosetten mit einem Durchmesser von 3 bis 8 Zentimeter. Ihre purpurne oder graugrüne bis dunkelgrüne Blattspreite ist 2,5 bis 4,5 Zentimeter lang und 0,2 bis 0,4 Zentimeter breit. Sie ist mit aufrechte, borstenartigen Haaren von 0,5 Millimeter Länge bedeckt. Die wimpernartigen, durchsichtigen Zähne am Blattrand sind 1 bis 1,5 Millimeter lang und stehen gedrängt beieinander.

### Blütenstände und Blüten
Der einfache Blütenstand erreicht eine Länge von bis zu 30 Zentimeter. Die lockeren, wenigblütigen, zylindrischen Trauben sind 4 bis 6 Zentimeter lang. Die deltoid-spitzen, papierartigen Brakteen weisen eine Länge von 3 Millimeter auf und sind 1 Millimeter breit. Die zylindrischen, weißen Blüten stehen an 5 bis 6 Millimeter langen, rötlichen Blütenstielen. Die Blüten sind 10 Millimeter lang und weisen an der Mündung einen Durchmesser von 9 Millimeter auf. Ihre äußeren Perigonblätter sind fast nicht miteinander verwachsen. Die Staubblätter und der Griffel ragen kaum aus der Blüte heraus.

## Systematik und Verbreitung
Aloe droseroides ist auf Madagaskar in einem sehr kleinen Gebiet auf südwestwärts gerichteten Cipolin-Klippen in Höhen von etwa 1400 Metern verbreitet. Die Art ist nur vom Typusfundort bekannt, an dem sie reichlich vorhanden ist.
Die Erstbeschreibung durch John Jacob Lavranos und Thomas A. McCoy wurde 2003 veröffentlicht.

## Nachweise